# 张省三
张省三（1905年3月5日—1982年7月12日），河北省定县西王耨村人。中华人民共和国农垦部副部长、北京农业机械化学院院长。中国畜牧兽医学会副理事长、北京大学名誉教授。

## 生平
1924年入燕京大学农牧系读书，1926年10月加入中国共产党。1927年经批准加入中國国民党。
1937年11月参加抗日工作。
1979年5月中华人民共和国农垦部重新成立。张省三再次出任副部长。
1982年11月6日张省三的骨灰安放仪式在北京八宝山革命公墓举行。根据张省三的遗愿和家属的要求，丧事从简办理，不开追悼会，不送花圈。张省三病重期间，中共中央政治局委员王震等领导同志曾前往医院看望。林乎加、何康、赵凡、杨岩、边疆、张林池、董绍杰、吕清、王发武、李伯宁、刘建章、张达、路金栋等有关方面负责人参加了骨灰安放仪式。农牧渔业部部长林乎加主持了骨灰安放仪式。农牧渔业部农垦局局长赵凡在安放仪式上回顾了张省三的一生。

## 家人
兄弟四人，张省三为长兄。 
- 二弟张珍（1909—2004）：1927年6月加入中国共产主义青年团。1928年转党。1932年辅仁大学化学系毕业。历任团参谋长、冀中军区二分区参谋长、冀中军区卫生部部长、晋察冀边区政府工矿管理局局长、晋察冀军区工业部副部长、张家口市军管局局长、冀热辽军区军工部部长、东北军区军工部工矿处副处长、东北军区军工部第九办事处副处长、东北军区军工部大连办事处主任、大连建新公司经理等职务。中华人民共和国成立后历任东北人民政府工业部化工局局长，中央重工业部化工局副局长、局长，化学工业部副部长、党组成员，石油化学工业部副部长、党的核心小组副组长，燃料化学工业部副部长，第五机械工业部部长、国防科工委顾问、兵器工业部顾问。第六届全国人大常委会委员。
- 三弟张学柯（1914—1974）：1931年10月入党。中共七大候补代表。1947年12月在参加解放西安（今辽源市）的战斗中身负重伤，被评为一等革命残废军人。建国后沈阳铁路管理局党委书记，中长铁路管理局党委书记兼政治部主任，牡丹江铁路管理局局长，西安铁路管理局局长。1975年被追认为革命烈士。
- 四弟张学儒：曾任乌达矿务局革委会主任，铁道部第一勘测设计院院长，铁道兵团机械筑路总队政委。